# イマジン (ジョン・レノンの曲)
「イマジン」（Imagine）は、ジョン・レノンの楽曲である。1971年に発売された同名のアルバムに収録された。歌詞は、国家や宗教や所有欲によって起こる対立や憎悪を無意味なものとし、曲を聴く人自身もこの曲のユートピア的な世界を思い描き共有すれば世界は変わる、と訴えかけるもの。生前にレノンは、歌詞の一部がオノ・ヨーコの詩から拝借したものであることを明かしており、2017年に本作がオノとの共作であると認定された。
レノンとオノとフィル・スペクターの共同プロデュースである本作は、1971年5月にアスコット・サウンド・スタジオでレコーディングが開始され、同年7月にレコード・プラント・スタジオでオーバー・ダビングが行なわれた。10月にアメリカでシングル・カットされ、Billboard Hot 100で最高位3位を記録。イギリスでは、1975年にコンピレーション・アルバム『シェイヴド・フィッシュ〜ジョン・レノンの軌跡』と同時発売でシングル・カットされ、同年の全英シングルチャートで最高位6位を記録し、1980年のレノンの死後に第1位を獲得した。
放送音楽協会は、1999年に「20世紀を代表する100曲」（Top 100 Songs of the 20th Century）の1つとして「イマジン」を挙げた。2002年にはギネスブックを発行しているギネス・ワールド・レコーズ社が30,000人以上から取った「英国史上最高のシングル曲は？」というアンケートの結果、クイーンの「ボヘミアン・ラプソディ」に次ぐ第2位を獲得し、2004年に『ローリング・ストーン』誌が選んだ「ローリング・ストーンの選ぶオールタイム・グレイテスト・ソング500」では第3位にランクインした。2005年1月にカナダ放送協会はリスナーによる投票で本作を過去100年のうちで最も偉大な歌とした。多数のアーティストによるカバー・バージョンが存在しており、これまでにマドンナ、スティーヴィー・ワンダー、ジョーン・バエズ、レディー・ガガ、エルトン・ジョン、ダイアナ・ロスらによってカバーされている。
2023年4月12日、アメリカ議会図書館より、永久保存録音物として全米録音資料登録簿へ登録されることが発表された。

## 歌詞と作曲
「イマジン」の歌詞は、1964年に発表されたオノ・ヨーコの詩集『グレープフルーツ』に収録されている詩から着想を得ている。特に、キャピトル・レコードから発売されたアルバム『イマジン』の裏ジャケットにも掲載された「Cloud Piece」には、Imagine the clouds dripping, dig a hole in your garden to put them in（雲が滴り落ちると想像しなさい。あなたの家の庭にそれを受け止める穴を掘りなさい）という一文が含まれている。後にレノンは、この曲は「レノン/オノの曲としてクレジットされるべきだった。歌詞とコンセプトの大部分はヨーコに由来していた。あの当時は自分勝手で男らしさをはき違えていた。彼女の貢献についてあえて触れなかったけど、彼女の本『グレープフルーツ』から着想を得ていた」と語っている。1980年12月の『プレイボーイ』誌のデヴィッド・シェフによる取材を受けたレノンは、同曲の意味についてディック・グレゴリーから小さな祈祷書を受け取り、それが「イマジン」の背景にある概念に影響を与えたと説明している。
「Cloud Piece」とグレゴリーから受け取った祈祷書からの影響を組み合わせて、レノンは「イマジン」を書いた。伝記作家のジョン・ブラニーは、本作について「レノンは世界の調和は私たちの手の届くところにあると主張しているが、それは人間の可能性を制限する社会統制のメカニズムを拒否するときに限られる」と書いている。『ローリング・ストーン』誌のデヴィッド・フリックは、「（レノンは）地政学的な境界線、組織化された宗教、経済格差など、現代の社会秩序を完全になくしたうえに築かれた団結と平等を求めている」とコメントしている。レノンは「『イマジン』は「もう宗教も国も政治も存在しないと想像してごらん」と歌っていて、言ってみれば共産主義者宣言だけど、僕は別に共産主義じゃない」と述べている。オノは「ただジョンが信じていることを歌った曲。『世界はひとつで、国や人々の間に隔たりは存在しない』という考えを、彼は世界中の人々と共有しようとしていた」と語っている。
1969年1月に行なわれたゲット・バック・セッション中には、後に「John's Piano Piece」と呼ばれる「イマジン」の初期版が作られている。1971年初頭のある朝、レノンはバークシャー州アスコットにある邸宅の寝室で、オノが見守る中でスタインウェイ・ピアノを使用して「イマジン」の作曲と作詞を行なった。演奏時間が3分3秒の本作はCメジャーで演奏され、曲のテンポは75BPM。

## レコーディング
本作およびアルバムをレノンやオノとともにプロデュースしたフィル・スペクターは、「僕らは自分たちが何をしようとしているのかわかっていた…それはジョンが政治的声明を発表することだったが、それは同時にとても商業的なものでもあった…僕はいつも『イマジン』は国歌のようなものだと思っていた」と語っている。レノンは、オノやスペクターとの共同作業について「フィルはアレンジとかそういった類いのことはやってない。（ヨーコと）フィルはただ別の部屋にいて「このサウンドを試してみない？」とか「ピアノがうまく弾けてない」とか叫ぶんだ。僕が最初のアイデアを出して、（そこから）音を見出していくだけだった」と語っている。
「イマジン」のレコーディングは、1971年5月27日にレノンの自宅ティトゥンハースト・パーク内に新設されたアスコット・サウンド・スタジオで開始され、7月4日にニューヨークにあるレコード・プラント・スタジオでストリングスがオーバー・ダビングされた。セッションは昼近くに始まり、夕方の夕食前まで続いた。レノンはミュージシャンに対してコード進行と「イマジン」に関する打ち合わせ事項を伝え、ミュージシャンの準備が整うまで曲のリハーサルを行なっていた。レノンが望むサウンドを再現するにあたり、スペクターはレコーディングの初期段階でレノンとニッキー・ホプキンスに1台のピアノで異なるオクターブを演奏させていた。また、スペクターは当初レノン夫妻の部屋で白い小型のグランドのピアノを使用してピアノのパートを録音しようと考えていたが、部屋の音響がレコーディングには不向きであることから断念することとなった。セッションは数分で終わり、3テイク録音された中からテイク2が選ばれた。最終バージョンは、レノン（ピアノとボーカル）、クラウス・フォアマン（ベース）、アラン・ホワイト（ドラム）、ザ・フラックス・フィドラーズ（ストリングス）という編成になっている。

## 政治的解釈
研究者による様々な政治的解釈は、社会主義への共感、平和に満ちたグローバルな共産主義のヴィジョン、ニューレフト的立場などを列挙した。
レノンは本作について「反宗教的、反国家主義的、反伝統、反資本主義的な曲」「今は僕も、自分が何をしなければいけないのかわかってる。政治的なメッセージには、少しばかりハチミツをかけて出した方がいいんだ」と語っている。『メロディ・メイカー』誌に掲載されたポール・マッカートニーへの公開状の中で、レノンは「イマジン」について「君のような保守派に対する『労働階級者ここにあり（Working Class Hero）』という曲だ」と述べている。
ユリッシュとビーレンは、ロック以前の時代の音楽と比較して、本作の演奏を「過度に感傷的で芝居がかっている」と批判し、ボーカルのメロディは控えめと述べている。ブラニーは、本作について「矛盾に満ちている。賛美歌のようなこの曲は、宗教のない世界を想像するようにという作者の懇願と相まって、居心地が悪い」という考えを示している。伝記作家のクリス・インガムは、「大邸宅に住む億万長者のロックスターであるレノンが、財産のない生活を送ることを想像するようにリスナーに勧めている」とし、レノンの偽善だと指摘した。元ビートルズのリンゴ・スターは、1981年のバーバラ・ウォルターズとのインタビューで、本作の歌詞を擁護して「（レノンは）「想像してごらん」と言った、ただそれだ。想像してごらん」と述べている。

## 商業的成功
1971年10月にアメリカのアップル・レコードから発売されたシングル『イマジン』は、レノンのソロ・キャリアで最も売れたシングルとなった。アメリカの『ビルボード』誌のHot 100では最高位3位を記録し、カナダの『RPM』誌のシングルチャートでは2週連続で第1位を獲得した。楽曲の発表後、本作の歌詞、とりわけ「Imagine there's no heaven（想像してごらん 天国なんてないんだと）」というフレーズが、一部の宗教団体を動揺させた。1971年10月30日、アルバム『イマジン』が全英アルバムチャートで第1位を獲得し、レノンのソロ・キャリアで最も商業的に成功し、絶賛されたアルバムとなった。
『ローリング・ストーン』誌は、「イマジン」をレノンによる「世界に向けた最高の音楽のギフト」と表現し、「穏やかなメロディ、柔らかいコード進行、手招きする4音の音型」を称賛した。音楽批評家のロバート・クリストガウは、「運動の聖歌や妻に向けたラブソングでありながら、ヨーコの思想とマルクーゼの思想の両方をほめたたえている」と評している。1991年に放送音楽協会は、20世紀で最も再生された100曲をリストアップし、第94位に「イマジン」を挙げた。同年にグラミーの殿堂入りを果たし、2001年10月にロックンロールの殿堂によるリスト「ロックンロールを形作った500曲」に加えられた。2002年、ギネス・ワールド・レコーズ社が30,000人以上から取った「英国史上最高のシングル曲は？」というアンケートの結果、クイーンの「ボヘミアン・ラプソディ」に次ぐ第2位を獲得。Gold Radioが発表したリスト「Gold's Top 1000」では第3位を獲得。
『ローリング・ストーン』誌の「ローリング・ストーンの選ぶオールタイム・グレイテスト・ソング500」（2004年版）では第3位にランクインし、2021年に発表された改訂版では第19位にランクインした。2001年のアメリカ同時多発テロ事件の発生直後、クリアチャンネルは放送自粛曲リストを作成。同リストには本作も含まれている。
2005年1月1日、カナダ放送協会は『50 Tracks』のリスナー投票で、本作を「過去100年間で最高の楽曲」と表現した。アメリカレコード協会による「世紀の歌」では、第30位にランクイン。同年にヴァージン・ラジオが実施した調査では第1位を獲得。オーストラリアのラジオ局Triple Jが2009年7月11日に発表した「Hottest 100 of All Time」では第11位にランクインした。
元アメリカ合衆国大統領のジミー・カーターは、「妻とともに訪れた約125か国の多くで、ジョン・レノンの『イマジン』が国歌と同じくらい大切な曲として歌われていた」と語っている。レノンの70歳の誕生日にあたる2010年10月9日、リヴァプールのチャバス・パークで行なわれた記念碑の除幕式では、リヴァプール合唱団が本作をはじめとしたレノンの楽曲3曲を歌唱した。ビートルズのプロデューサーであるジョージ・マーティンは、レノンのソロ作品を称賛し、お気に入りの曲として「イマジン」を挙げた。音楽評論家のポール・デュ・ノイエは、「イマジン」をレノンの「最もあがめられた」ポスト・ビートルズの曲と見なしている。作家のベン・ユリッシュとケン・ビーレンは「最高傑作の地位を得るために録音された最も反体制的なポップ・ソング」と表現している。フリックは、「『イマジン』はかすかに議論を引き起こす楽曲で、バラード奏者で扇動者でもあるレノンの最大の功績」と評している。
2017年6月14日、全米音楽出版者協会から「世紀の歌」として表彰され、同時にオノが共作者として正式に認定された。

## 映像集および再発売
1972年、レノンとオノは、アルバム『イマジン』に収録された楽曲を映画的にコラージュした映像集を発表。同作はレノンとオノが濃い霧の中、ティトゥンハースト・パークに向かって歩くところから始まり、家に到着する前のシーンで「イマジン」のイントロが流れる。その後、場面が切り替わり、薄暗い真っ白な部屋で白いグランドピアノを弾くレノンが映し出される。その後ろでオノは雨戸を開けていて、曲が進むごとに部屋が明るくなっていく。曲の終わりに、オノはレノンの隣に座り、お互いを見つめ合った後に短いキスをする。
この映像集には、アンディ・ウォーホル、フレッド・アステア、ジャック・パランス、ディック・キャヴェット、ジョージ・ハリスンなど多数の人物が出演している。1972年にアメリカで公開されると、批評家からは「史上最も高価なホーム・ビデオ」と揶揄された。1986年、ズビグニュー・リプチンスキーが本作のミュージック・ビデオを制作。翌年のカンヌ国際広告祭で銀賞、リオデジャネイロ国際映画祭で特別賞を受賞した。
イギリスでは、1975年10月24日にシングル・カットされ、同日にはコンピレーション・アルバム『シェイヴド・フィッシュ〜ジョン・レノンの軌跡』も発売された。シングル盤は、全英シングルチャートで最高位6位を記録。スリーブカバーには、1974年にメイ・パンが撮影した写真が使用された。1980年のレノンの死後、全英シングルチャートに再びチャートインし、1981年1月に4週連続で第1位を獲得。1988年にイギリスで再発売されたシングル盤は同チャートで最高位45位、1999年に最高位3位を記録した。2013年6月時点でシングルの売上枚数は164万枚を記録しており、最も売れたレノンのシングルとなっている。2003年に再発売されたシングル『ハッピー・クリスマス（戦争は終った）』のB面に収録された。

## 楽曲の披露および他のアーティストによるカバー

### 1970年代 - 1980年代
1972年にジョーン・バエズがアルバム『カム・フロム・ザ・シャドーズ』、1973年にダイアナ・ロスがアルバム『タッチ・ミー・イン・ザ・モーニング』でカバー。
1980年、エルトン・ジョンはセントラル・パークで開催した無料コンサートで「イマジン」を演奏し、同年のワールドツアーでも複数の公演で演奏した。レノン殺害の翌日にあたる同年12月9日、クイーンがウェンブリー・アリーナ公演でレノンへの追悼として本作を演奏。
1983年、デヴィッド・ボウイが「シリアス・ムーンライト・ツアー」の香港コロシアム公演で本作を演奏。
1988年、RCサクセションがアルバム『COVERS』で日本語カバー。

### 1990年代
1991年、当時ゴッドファーザーズ・ピザの最高経営責任者であったハーマン・ケインが、オハマ・プレス・クラブの前で本作を替え歌にして「Imagine All the Pizza（想像してごらん、すべてがピザだったらと）」と歌唱していて、2012年のアメリカ大統領選挙の際に当時のビデオ映像が出回った。1991年から1992年にかけて、ライザ・ミネリがラジオシティ・ミュージックホールで行なわれたショーで本作を歌唱。
1995年、ブルース・トラベラーがトリビュート・アルバム『ワーキング・クラス・ヒーロー/ジョン・レノン・トリビュート』でカバー。同年にはデイヴ・マシューズがライブで演奏している。
1996年アトランタオリンピックの閉会式で、スティーヴィー・ワンダーが本作を演奏。

### 2000年代
2001年、ニール・ヤングが慈善コンサート「アメリカ : ア・トリビュート・トゥ・ヒーローズ」で演奏。
2002年、エヴァ・キャシディによるカバー・バージョンが同名のアルバムのタイトル曲として発売された。キャシディによるカバー・バージョンは、全英インディペンデント・シングル・チャートで初登場35位を記録。
2004年、マドンナが慈善コンサート「Tsunami Aid: A Concert of Hope」で演奏。マドンナは、2004年の「The Re-Invention Tour」のセットリストにも「イマジン」を加えており、当時の演奏は2006年に発売されたドキュメンタリー作品『アイム・ゴーイング・トゥ・テル・ユー・ア・シークレット』に収録されている。
2005年、ドリー・パートンがアルバム『Those Were the Days』でカバー。同年の大晦日にタイムズ・スクエアで行なわれた舞踏会では、イベント主催者により「イマジン」が再生された。これ以来、毎年大晦日のタイムズ・スクエアでは、年越しのボールが落とされる前に本作が演奏されるようになっている。
2006年トリノオリンピックの開会式で、ピーター・ガブリエルが本作を演奏。
2007年、Mr.Childrenがコンサートツアー『Mr.Children HOME TOUR 2007』『Mr.Children HOME TOUR 2007 -in the field-』で本作をカバー。
2008年にデヴィッド・アーチュレッタによるカバー・バージョンが発売され、Billboard Hot 100で最高位36位、Canadian Hot 100で最高位31位を記録。
2009年にマルコ・カータによるカバー・バージョンが発表され、イタリアのシングルチャートで最高位14位を記録。

### 2010年代
2010年、ハービー・ハンコックがアルバム『イマジン・プロジェクト』で、シール、P!NK、インディア・アリー、ジェフ・ベック、コノノNo.1、ウム・サンガレとともにカバー。このカバー・バージョンは、第53回グラミー賞で最優秀ポップ・コラボレーション賞を受賞した。
大晦日のタイムズ・スクエアでは、この年（2010-11年）から特別アーティストにより「イマジン」が生演奏されるようになり、2010年にタイオ・クルーズ、2011年にシーロー・グリーン、2012年にトレインが担当した。このうち、グリーンは本作の「Nothing to kill or die for / And no religion too」というフレーズを「Nothing to kill die for / And all religion is true」に変えて歌っており、レノンのファンから反発の声が上がった。歌詞の変更について、グリーンは「歌詞を変えることで侮辱するつもりだったわけじゃない！信じたいことを信じることができる世界だって言おうとしたんだ」とコメントしている（後に投稿を削除）。
「イマジン」は、2012年ロンドンオリンピックの閉会式の演出の1つとして披露された。最初のヴァースをリヴァプール・フィルハーモニー・ユース合唱団とリヴァプール合唱団が歌唱した後、オリジナルのレノンのボーカルと映像が流れた。BBCはオリンピックの報道を締めくくるモンタージュ映像で、エミリー・サンデーによるカバー・バージョンを使用。オリンピックの閉会から1週間後の全英シングルチャートには、本作を含むオリンピックで使用された楽曲が複数上位にチャートインした。
2014年、国際連合児童基金の児童の権利に関する条約25周年を記念し、「ユニセフ イマジン・プロジェクト」が始動。ユニセフの資金集めを目的にオノ、ケイティ・ペリー、ウィル・アイ・アム、デヴィッド・ゲッタらによるカバー・バージョンが発表され、このカバー・バージョンにはリスナーも自分のバージョンの「イマジン」を録音できるという参加型ビデオが付属。「ユニセフ イマジン・プロジェクト」を広めることを目的に、国際連合児童基金はソーシャルネットワーク上に「イマジン」のカバー・バージョンを公開できるアプリを発表した。
2015年6月12日、ヨーロッパ競技大会のオープニング・セレモニーで、レディー・ガガが「イマジン」をカバー。ガガは、7万人の観衆を前に花いっぱいに囲まれたグランドピアノの弾き語りで披露。同年11月14日、前夜にパリ同時多発テロ事件が発生したことを受けて、ドイツ人ピアニストのダヴィデ・マルテロが、事件の現場となったバタクランの前で自ら運び込んだピアノで本作のインストゥルメンタル・バージョンを演奏。
2018年平昌オリンピックの開会式で、ハ・ヒョヌ、アン・ジヨン、イ・ウンミ、チョン・イングォンが本作を歌唱。同年、オノは2017年に共作者として認定されて以降では初となる本作のカバー・バージョンを発表し、アルバム『ウォーゾーン』に収録された。

### 2020年代
2020年、新型コロナウイルス感染症（COVID-19）の世界的流行に伴う外出制限などが強いられる中で、ガル・ガドットが何が起きても私たちは一緒。皆で乗り越えようというメッセージとともに、ガドットをはじめとした海外の著名人24人が「イマジン」を一節ずつ歌い継ぐ動画を公開。この動画について「勇気づけられた」などの声がある中、「安っぽくて恥ずかしい」などの批判の声もあった。
2021年7月23日、東京オリンピックの開会式で、杉並児童合唱団（アジア）、アンジェリーク・キジョー（アフリカ）、アレハンドロ・サンス（ヨーロッパ）、ジョン・レジェンド（アメリカ）、キース・アーバン（オセアニア）がそれぞれの大陸を代表して「イマジン」を披露。アレンジはハンス・ジマーが手がけた。翌年の北京オリンピックの開会式でも「イマジン」が使用された。
2022年、ロシアのウクライナ侵攻に際して、グローバル・シチズンがウクライナからの難民救済を目的に開催したSNS上のイベント「スタンド・アップ・フォー・ウクライナ」に賛同したジュリアン・レノンが、ギタリストのヌーノ・ベッテンコートとともに本作をカバー。
2024年、パリオリンピックの開会式でもジュリエット・アルマネの歌唱により演奏された。

## クレジット
※出典
- ジョン・レノン - ボーカル、ピアノ
- アラン・ホワイト - ドラム
- クラウス・フォアマン - ベース
- ザ・フラックス・フィドラーズ - ストリングス

## チャート成績

### 週間チャート

#### 1971年盤
| チャート (1971年 - 1972年)              | 最高位 |
| --------------------------------------- | ------ |
| オーストラリア (Go-Set National Top 40) | 1      |
| オーストラリア (Kent Music Report)      | 1      |
| ベルギー (Ultratop 50 Flanders)         | 12     |
| ベルギー (Ultratop 50 Wallonia)         | 17     |
| Canada Top Singles (RPM)                | 1      |
| Canada Adult Contemporary (RPM)         | 4      |
| 日本 (オリコン)                         | 14     |
| オランダ (Dutch Top 40)                 | 6      |
| オランダ (Single Top 100)               | 5      |
| ノルウェー (VG-lista)                   | 6      |
| 南アフリカ (Springbok Radio)            | 1      |
| スイス (Schweizer Hitparade)            | 5      |
| US Billboard Hot 100                    | 3      |
| US Adult Contemporary (Billboard)       | 7      |
| US Cash Box Top 100 Singles             | 2      |
| US Top Singles (Record World)           | 1      |
| 西ドイツ (Official German Charts)       | 18     |

#### 1975年盤
| チャート (1975年)                | 最高位 |
| -------------------------------- | ------ |
| アイルランド (IRMA)              | 1      |
| スウェーデン (Sverigetopplistan) | 19     |
| スイス (Schweizer Hitparade)     | 2      |
| UK シングルス (OCC)              | 6      |

#### レノンの死後
| チャート (1981年)                      | 最高位 |
| -------------------------------------- | ------ |
| オーストラリア (Kent Music Report)     | 43     |
| オーストリア (Ö3 Austria Top 40)       | 4      |
| ベルギー (Ultratop 50 Flanders)        | 6      |
| フィンランド (Suomen virallinen lista) | 16     |
| アイルランド (IRMA)                    | 1      |
| オランダ (Single Top 100)              | 5      |
| ニュージーランド (Recorded Music NZ)   | 23     |
| ノルウェー (VG-lista)                  | 3      |
| スイス (Schweizer Hitparade)           | 2      |
| UK シングルス (OCC)                    | 1      |
| 西ドイツ (Official German Charts)      | 7      |

| 年   | チャート (1986年 - 2020年)                  | 最高位 |
| ---- | ------------------------------------------- | ------ |
| 1986 | US Mainstream Rock (Billboard)              | 20     |
| 1988 | アイルランド (IRMA)                         | 29     |
| 1988 | UK シングルス (OCC)                         | 45     |
| 1989 | オーストラリア (ARIA)                       | 21     |
| 1989 | オランダ (Single Top 100)                   | 83     |
| 1990 | フランス (SNEP)                             | 88     |
| 1994 | フランス (SNEP)                             | 9      |
| 1999 | アイルランド (IRMA)                         | 3      |
| 1999 | オランダ (Single Top 100)                   | 76     |
| 1999 | UK シングルス (OCC)                         | 3      |
| 2000 | Canadian Digital Song Sales (Billboard)     | 10     |
| 2000 | イタリア (FIMI)                             | 12     |
| 2000 | オランダ (Single Top 100)                   | 56     |
| 2000 | スペイン (PROMUSICAE)                       | 8      |
| 2000 | UK シングルス (OCC)                         | 42     |
| 2007 | オランダ (Single Top 100)                   | 37     |
| 2007 | スイス (Schweizer Hitparade)                | 59     |
| 2007 | UK シングルス (OCC)                         | 75     |
| 2007 | US Digital Song Sales (Billboard)           | 47     |
| 2007 | US Hot 100 Recurrents (Billboard)           | 28     |
| 2008 | オーストラリア (ARIA)                       | 94     |
| 2010 | オーストラリア (ARIA)                       | 85     |
| 2010 | オーストリア (Ö3 Austria Top 40)            | 66     |
| 2010 | ドイツ (GfK Entertainment charts)           | 94     |
| 2010 | スペイン (PROMUSICAE)                       | 49     |
| 2010 | スウェーデン (Sverigetopplistan)            | 46     |
| 2010 | スイス (Schweizer Hitparade)                | 50     |
| 2012 | スペイン (PROMUSICAE)                       | 42     |
| 2012 | UK シングルス (OCC)                         | 18     |
| 2013 | スペイン (PROMUSICAE)                       | 44     |
| 2015 | フランス (SNEP)                             | 11     |
| 2015 | オランダ (Single Top 100)                   | 67     |
| 2015 | スペイン (PROMUSICAE)                       | 40     |
| 2015 | スイス (Schweizer Hitparade)                | 61     |
| 2016 | フランス (SNEP)                             | 169    |
| 2020 | Canadian Digital Song Sales (Billboard)     | 46     |
| 2020 | US Hot Rock & Alternative Songs (Billboard) | 6      |

### 年間チャート
| チャート (1971年)         | 順位 |
| ------------------------- | ---- |
| Canada Top Singles (RPM)  | 15   |
| オランダ (Dutch Top 40)   | 67   |
| オランダ (Single Top 100) | 82   |

| チャート (1972年)                  | 順位 |
| ---------------------------------- | ---- |
| オーストラリア (Kent Music Report) | 19   |
| 日本 (オリコン)                    | 98   |
| 南アフリカ (Springbok Radio)       | 5    |

| チャート (1981年)               | 順位 |
| ------------------------------- | ---- |
| ベルギー (Ultratop 50 Flanders) | 86   |
| オランダ (Dutch Top 40)         | 70   |
| オランダ (Single Top 100)       | 73   |

| チャート (1999年)                    | 順位 |
| ------------------------------------ | ---- |
| UK Singles (Official Charts Company) | 65   |

### 年代末チャート
| チャート (1980年 - 1989年)           | 順位 |
| ------------------------------------ | ---- |
| UK Singles (Official Charts Company) | 25   |

### オールタイム・チャート
| チャート (1952年 - 2013年)           | 順位 |
| ------------------------------------ | ---- |
| UK Singles (Official Charts Company) | 19   |

## 認定
| 国/地域                                | 認定        | 認定/売上数 |
| -------------------------------------- | ----------- | ----------- |
| デンマーク (IFPI Danmark)              | Gold        | 45,000      |
| イタリア (FIMI) 2009年以降の売上による | Platinum    | 50,000      |
| Japan (Oricon Charts)                  |             | 118,000     |
| イギリス (BPI)                         | Platinum    | 1,714,351   |
| アメリカ合衆国 (RIAA)                  | 3× Platinum | 3,000,000   |
| 認定のみに基づく売上数と再生回数       |             |             |